# U-386
| U-386                      | U-386                                                          | U-386                                                          |
| -------------------------- | -------------------------------------------------------------- | -------------------------------------------------------------- |
|                            |                                                                |                                                                |
|                            |                                                                |                                                                |
|                            |                                                                |                                                                |
| Під прапором               | Третій рейх                                                    | Третій рейх                                                    |
| Спуск на воду              | 19 серпня 1942 року                                            | 19 серпня 1942 року                                            |
| Виведений зі складу флоту  | 19 лютого 1944 року                                            | 19 лютого 1944 року                                            |
| Сучасний статус            | затоплений                                                     | затоплений                                                     |
| Проєкт                     |                                                                |                                                                |
| Тип ПЧ                     | Торпедний ДПЧ                                                  | Торпедний ДПЧ                                                  |
| Основні характеристики     |                                                                |                                                                |
| Швидкість (надводна)       | 17,7 вузлів                                                    | 17,7 вузлів                                                    |
| Швидкість (підводна)       | 7,6 вузлів                                                     | 7,6 вузлів                                                     |
| Робоча глибина занурення   | 100 м                                                          | 100 м                                                          |
| Гранична глибина занурення | 220 м                                                          | 220 м                                                          |
| Екіпаж                     | 44 осіб                                                        | 44 осіб                                                        |
| Розміри                    |                                                                |                                                                |
| Довжина найбільша (по КВЛ) | 67,1 м                                                         | 67,1 м                                                         |
| Ширина корпусу найб.       | 6,2 м                                                          | 6,2 м                                                          |
| Висота                     | 9,6 м                                                          | 9,6 м                                                          |
| Середня осадка (по КВЛ)    | 4,70 м                                                         | 4,70 м                                                         |
| Водотоннажність надводна   | 769 т                                                          | 769 т                                                          |
| Озброєння                  |                                                                |                                                                |
| Артилерія                  | одна палубна гармата калібру 88-мм, одна 20-мм зенітна гармата | одна палубна гармата калібру 88-мм, одна 20-мм зенітна гармата |
| Торпедно- мінне озброєння  | 4 носових і один кормовий ТА. 14 торпед або 26 мін             | 4 носових і один кормовий ТА. 14 торпед або 26 мін             |

U-386 — німецький підводний човен типу VIIC, часів Другої світової війни.
Замовлення на будівництво човна було віддане 15 серпня 1940 року. Човен був закладений на верфі суднобудівної компанії «Howaldtswerke AG» у Кілі 16 травня 1941 року під заводським номером 17, спущений на воду 19 серпня 1942 року, 10 жовтня 1942 року увійшов до складу 5-ї флотилії. Також за час служби входив то складу 6-ї флотилії.
Човен зробив 4 бойових походи, в яких потопив 1 судно.
Потоплений 19 лютого 1944 року у Північній Атлантиці південно-західніше Ірландії (48°51′ пн. ш. 22°44′ зх. д. / 48.850° пн. ш. 22.733° зх. д.) глибинними бомбами британського фрегата «Спей». 33 члени екіпажу загинули, 16 врятовані.

## Командири
- Оберлейтенант-цур-зее Ганс-Альбрехт Кандлер (10 жовтня 1942 — 10 червня 1943)
- Оберлейтенант-цур-зее Фріц Альбрехт (10 червня 1943 — 19 лютого 1944)

## Потоплені та пошкоджені кораблі[3]
| Назва     | Тип           | Належність      | Дата           | Тоннаж (БРТ) | Вантаж | Статус    | Місце                                                       |
| Rosenborg | торгове судно | Велика Британія | 25 квітня 1943 | 1 997        | Баласт | потоплено | 61°00′ пн. ш. 15°00′ зх. д. / 61.000° пн. ш. 15.000° зх. д. |